# Siheung Citizen FC
Siheung Citizen FC ist ein Franchise aus Siheung in Südkorea. Der Verein spielt aktuell in der K3 League, der dritthöchsten Spielklasse Südkoreas.

## Geschichte

### Gründung (2015)
Gegründet wurde der Verein am 24. Oktober 2015. Da die K3-League-Saison zu den Zeitpunkt schon lief, trat der Verein erst 2016 der K3 League bei. Als Erster Trainer des Vereins wurde der Spanier Kike Linero verpflichtet.

### Premierensaison (2016)
Sportlich verlief ihre Erste Saison gut. Bis zum letzten Spieltag hatten sie die Chance, den Aufstieg in die K3 League Advance zu erreichen. Sie beendeten aber die reguläre Saison auf Platz 12. und mussten darauffolgend in den Aufstiegsspielen gegen Cheongju FC spielen. Der Verein wurde als Favorit für das Spiel gesehen, verlor aber dennoch das Spiel mit 1:2 zu Hause und mussten dadurch den Gang in die Neugegründete K3 League Basic gehen. Ihre Erste Pokal-Saison verlief während dessen nicht gut. Der Verein verlor in der 1. Runde zuhause gegen U-League-Mitglied Yonsei University mit 2:3.

### Gegenwart
In der darauffolgenden Saison wurde das Saisonziel Aufstieg ausgegeben, weshalb der Verein auch gute Spieler verpflichten konnte. Von Anfang an war die Saison ein Zweikampf gegen den Ligakonkurrenten Seoul Jungnang FC, dem sie sich mit einem Punkt Rückstand geschlagen geben mussten. Sie erreichten nur den 2. Platz. In den darauffolgend ausgetragenen Play-off-Spielen traten sie zuhause gegen FC Uijeongbu an und unterlagen ihnen überraschend mit 1:2. Damit war das Saisonziel Aufstieg nicht erreicht worden. Im Pokal konnte der Verein erneut nicht überzeugen. In der 1. Runde des Pokals trafen sie auf die Soongsil University, gegen welche sie sich mit 0:1 geschlagen geben mussten.
Nachdem der Verein in der Vorsaison den Aufstieg knapp verpasst hatte, wurde der Kader noch einmal verstärkt. Mit Gléguer Zorzin wurde zudem auch ein neuer Trainer im Verein vorgestellt. In der gesamten Saison-Hinrunde stand der Verein auf Platz 1 und konnte den Aufstieg ohne große Schwierigkeiten nun realisieren. Zwei Spieltage vor Saisonende standen sie als Aufsteiger und Ligameister fest. Auch die Pokalsaison verlief diesmal deutlich besser. In der 1. Runde trafen sie auf die Amateurmannschaft Korea Fuji Xerox, welche der Verein mit 9:0 gefahrlos besiegen konnte. In der darauffolgenden Runde trafen sie auf Cheongju FC, die sie dieses Mal mit 1:0 schlagen konnten. In der darauffolgenden 3. Hauptrunde spielten sie gegen den Viertligisten Yangpyeong FC, gegen den sie sich aber knapp mit 1:2 geschlagen geben mussten. Nach Ende der abgelaufenen Spielzeit verließ Gléguer Zorzin den Verein wieder. Sein Nachfolger wurde Jeong Seon-uh. Nach dem erfolgreichen Aufstieg in die K3 League Advance, lag der Fokus auf den Klassenerhalt und Etablierung in der Liga. Der Klassenerhalt konnte Vier Spieltage vor Ende der Spielzeit gefeiert werden. Im Pokal hingegen schied der Verein schon in ihrer ersten Pokalrunde aus. Gegen den Fünftligisten Jeonju FC, unterlag der Verein zuhause knapp mit 0:1.
Nach Ende der Spielzeit beantragte der Verein die Lizenz für die beiden neugegründeten K3 League und K4 League. Am Jahresanfang 2020 gab der Koreanische Fußballverband die Teilnehmer an der neugegründeten Vierten Liga bekannt. Unter den Erstteilnehmern zählte auch Siheung Citizen FC. In der Premierenspielzeit beendete der Verein die Liga auf einem enttäuschenden 8. Tabellenplatz und verpasste somit deutlich den Aufstieg in die K3 League. Im Pokal hingegen kam der Verein dieses Mal weiter als im Vorjahr. In der 1. Hauptrunde des Pokals traten sie Auswärts beim Fünftligisten Daejeon Daedeok Winnerstar, die sie mit 2:0 bezwingen konnten. In der darauffolgenden Runde traten sie beim Rivalen den Zweitligisten Ansan Greeners FC an. Das Derby ging deutlich mit 0:3 verloren. Für die darauffolgende zweite Ligaspielzeit wurde das Ziel des Aufstieges ausgegeben. Trotz eines schwachen Saisonstartes, konnten sie sich bis Saisonende bis auf Platz 2 hocharbeiten und stiegen somit direkt in die K3 League auf. Auch in diesem Jahr, kamen sie über die Zweite Pokalrunde nicht hinaus. In der 1. Hauptrunde des Pokals empfingen sie den Drittligisten Ulsan Citizen FC, den der Siheung Citizen FC mit 2:0 schlagen konnte. In der darauffolgenden Runde empfangen sie mit Gimhae City FC, einen weiteren Drittligisten, den man allerdings diesmal mit 1:2 unterlag. Nach Ende der Spielzeit endete das Engagement von Jeong Seon-uh. Sein Nachfolger wurde Park Seung-su.

### Historie-Übersicht
| Saison | Liga              | Kl. | Vereine | Spiele | Pl. | S  | U | N  | Tore  | Pkt. | KFA Cup       | Play-off           | Trainer        |
| 2016   | K3 League         | 4   | 20      | 19     | 12. | 8  | 2 | 9  | 32:40 | 26   | 1. Hauptrunde | Halbfinalist       | Kike Linero    |
| 2017   | K3 League Basic   | 5   | 9       | 16     | 2.  | 13 | 0 | 3  | 32:17 | 39   | 1. Hauptrunde | Halbfinalist       | Kike Linero    |
| 2018   | K3 League Basic   | 5   | 11      | 20     | 1.  | 15 | 1 | 4  | 40:10 | 46   | 3. Hauptrunde | Nicht Qualifiziert | Gléguer Zorzin |
| 2019   | K3 League Advance | 4   | 12      | 22     | 9.  | 7  | 6 | 9  | 21:24 | 27   | 2. Hauptrunde | Nicht Qualifiziert | Jeong Seon-uh  |
| 2020   | K4 League         | 4   | 13      | 24     | 8.  | 8  | 5 | 11 | 35:31 | 29   | 2. Hauptrunde | Nicht Qualifiziert | Jeong Seon-uh  |
| 2021   | K4 League         | 4   | 16      | 30     | 2.  | 21 | 4 | 5  | 75:32 | 67   | 2. Hauptrunde | -                  | Jeong Seon-uh  |
| 2022   | K3 League         | 3   | 16      | 30     |     |    |   |    | -:-   |      | 2. Hauptrunde |                    | Park Seung-su  |

| Legende                 | Legende | Legende | Legende | Legende | Legende | Legende | Legende | Legende |
| ----------------------- | ------- | ------- | ------- | ------- | ------- | ------- | ------- | ------- |
| Abstieg zum Saisonende  |         |         |         |         |         |         |         |         |
| Aufstieg zum Saisonende |         |         |         |         |         |         |         |         |

## Stadion
| Stadion | Name            | Eigentümer              | Eröffnung | Nutzungszeitraum | Nutzungszeitraum |
| Stadion | Name            | Eigentümer              | Eröffnung | Von              | Bis              |
| ------- | --------------- | ----------------------- | --------- | ---------------- | ---------------- |
|         | Siheung-Stadion | Stadtverwaltung Siheung | n. b.     | 2016             | Bis jetzt        |

## Fanszene

### Rivalität
Die Fans von Siheung haben zurzeit zwei aktive Rivalitäten, zum einen mit Ansan Greeners FC, zum anderen mit dem FC Namdong. Vereinsfreundschaften mit anderen Vereinen pflegt die Fanszene nicht.
- Seohae-Linie-Derby

Das Seohae-Linie-Derby ist ein Nachbarschaftsderby zwischen der Stadt Ansan und der Stadt Siheung, die direkt nebeneinander liegen. In der 2. Hauptrunde des Korean FA Cup´s 2020 empfing zum ersten Mal die Ansan Greeners, den Siheung Citizen FC und konnte diese mit 3:0 schlagen. Beide Fanlager gelten als verfeindet.
- Gaetgol-Derby

Das Gaetgol-Derby war ein Nachbarschaftsderby zwischen der Stadt Incheon und der Stadt Siheung, die direkt nebeneinander liegen. Beide Vereine trafen in der Spielzeit 2020 und 2021 in der Liga aufeinander. Beide Fanlager galten als verfeindet. Das Derby endete Anfang August 2022 mit der Vereinsauflösung des FC Namdong´s.